# Rhagoletis jamaicensis
Rhagoletis jamaicensis är en tvåvingeart som beskrevs av Foote 1981. Rhagoletis jamaicensis ingår i släktet Rhagoletis och familjen borrflugor. Inga underarter finns listade i Catalogue of Life.